# 血橙
血橙（英文：blood orange）是橙（Citrus sinensis）的變種，帶有深紅色似血顏色的果肉與汁液。這種水果較尋常的橙還要小；表皮通常有小凹點，但也可以是平滑的。具有特色的深色果肉是因為花色苷(anthocyanin)的存在；花色苷是一種常見的色素，為花青素與單醣形成的糖苷結合物，存在於許多花朵與果實中，但在柑橘類果實卻很少見。有時候在最外層的皮上也會有深色表現，要看血橙的變異度。內部深色則與光、溫度以及變異度相關。

## 品系

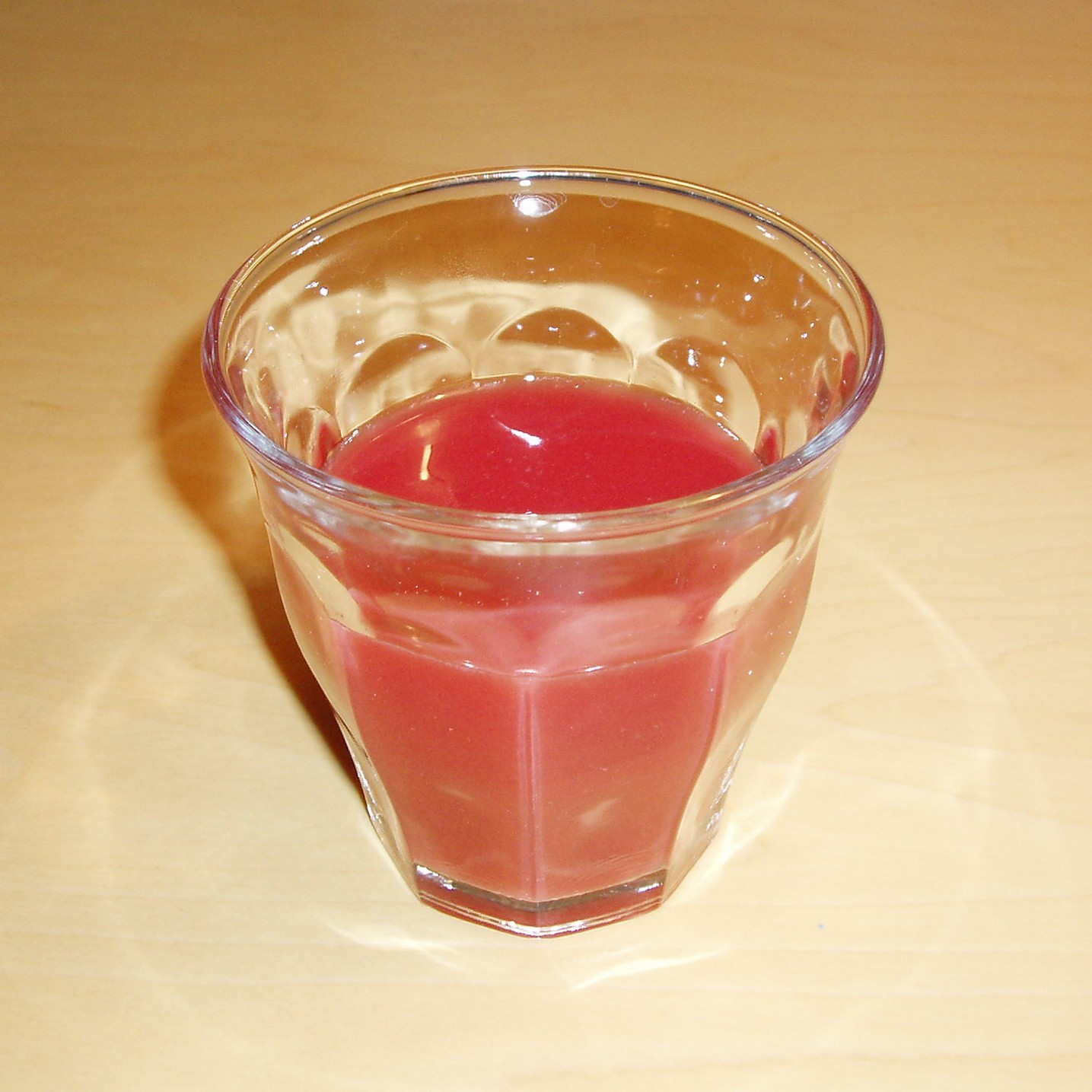
一杯桑吉耐劳血橙製成的橙汁。

現有三種血橙：塔罗科血橙（Tarocco，原生於義大利）、桑吉耐劳血橙（原生於西班牙）以及摩洛血橙（Moro），為最新的變種。

### 摩洛血橙
摩洛血橙是新近加入血橙家族的成員，顏色是三種中最為鮮豔的，具有呈現深紫色的果肉以及紅橙色的橙皮。這種水果帶有特殊的甜味，額外略有覆盆莓(raspberry)的風味。摩洛品系據信源自於19世紀初的柑橘產地——Lentini(位於西西里島上的Siracusa省)一帶，為桑吉耐劳品系的突變。
摩洛血橙是“全血”的血橙，意思就是果肉是从带宝石红色的橙色纹理，到鲜红色，到更深一点的绯红色，直到几乎黑色。深橙色的果皮有带点的纹路或红葡萄酒色的纹理。

### 塔罗科血橙
塔罗科血橙是中等大小的水果并可能是这三种之中最甜最好吃的一种。作为意大利最爱欢迎的橙子，塔罗科血橙可能是桑吉耐劳血橙的一个变异品种。这也称为“半血”，因为果肉并没有像摩洛血橙和桑吉耐劳血橙的那么红。它的果皮是深橙色，稍微带了一点点红色。由于其甜度(白利糖度和酸度的比浓度一般超过12.0)和多汁的特点，塔罗科血橙是世界上最流行的橙子之一。由于埃特纳火山地区肥沃的土壤，它也是世界上含有维生素C最丰富的橙子，同时也很容易剥皮。和其它的血橙一样，塔罗科血橙是无籽的且含有花青素。一般认为，塔罗科（Tarocco）的名称源自发现它的农民在展示这一水果时发出的感叹。

### 桑吉耐劳血橙
桑吉耐劳血橙於1929年發現於西班牙，表皮帶有紅色色澤，少籽，果肉甜而軟。桑吉耐劳血橙與摩洛血橙具有相似特徵。其於二月熟成，但若不收成則可於樹上停留至四月，一直到五月底才會掉落。橙皮緊實，色澤鮮黃，略有紅色色澤。果肉是橙色的，而帶有多條血色的條紋。

## 用途
血橙可以製成風味甚佳的果汁，而"Gourmet Sleuth"推薦利用血橙汁作雞尾酒的材料。血橙也可以用來作橘子醬(marmalade)。

## 外部連結
- Dave's Garden: Detailed information on Blood Orange 'Moro' （页面存档备份，存于）
- Gourmet Sleuth （页面存档备份，存于）